# Mijaíl Vasíliev
Mijaíl Vasíliev (en ruso: Михаил Анатольевич Васильев; Moscú, 4 de marzo de 1961-Moscú, 25 de febrero de 2025) fue un balonmanista y entrenador de balonmano ruso.

## Carrera

### Club
| Periodo   | Club               |
| --------- | ------------------ |
| 1980-1989 | Chejovskie Medvedi |
| 1989-1998 | Wuppertal GC       |

### Selección nacional
Jugó para Unión Soviética en 189 ocasiones de 1982 a 1996, fue campeón olímpico en Seúl 1988, campeón del mundo en 1982 y medallista de oro en los Goodwill Games de 1986, además de medallista de plata en los Juegos de la Amistad 1984.

### Entrenador
| Periodo   | Club              |
| --------- | ----------------- |
| 1999-2000 | Emport GC         |
| 2000-2001 | VTB/Altjuden      |
| 2001-2004 | Wuppertal GC      |
| 2014-2015 | Bergishet Panther |

## Logros

### Club
- Liga de balonmano de la Unión Soviética (3): 1982, 1983, 1987
- Campeonato Europeo de Clubes de Balonmano (1): 1987/88
- Copa de la USF (1): 1986/87

### Selección nacional
- Juegos Olímpicos (1): 1988
- Campeonato Mundial de Balonmano Masculino (1): 1982
- Goodwill Games (1): 1986